# Omar Faraj
Omar Faraj (arabiska: عمر فرج), född 9 mars 2002 i Stockholm, Sverige, är en svensk-palestinsk fotbollsspelare som spelar för egyptiska Zamalek.

## Karriär

### Brommapojkarna
Faraj kom till Brommapojkarna som ung från AIK och var en del av klubbens P02-lag. Inför säsongen 2020 flyttades han upp i A-laget. Han tävlingsdebuterade för A-laget den 24 februari 2020 i en 2–2-match mot GIF Sundsvall i Svenska cupen. Faraj gjorde sin seriedebut den 14 juni 2020 mot IK Frej i Ettan Norra, en match där han fick rött kort. Den 28 juni 2020 gjorde Faraj sitt första mål i en 3–3-match mot Team TG. Han etablerade sig i A-laget under säsongen 2020 och gjorde fem mål på 22 matcher i Ettan Norra.
Den 2 maj 2021 gjorde Faraj två mål i en 4–1-vinst över IFK Haninge. I slutet av samma månad gjorde han även ett hattrick i 6–0-seger över Täby FK. Under våren 2021 gjorde Faraj totalt nio mål på 13 matcher i Ettan Norra.

### Levante
Den 6 augusti 2021 flyttade Faraj utomlands och skrev på ett femårskontrakt med La Liga-klubben Levante UD, där han inledde sejouren med spel i reservlaget i Segunda División RFEF. Faraj blev den femte spelaren från Brommapojkarnas P02-lag att flytta utomlands efter Paulos Abraham, Daniel Svensson, Zeidane Inoussa och Emmanuel Ekong. Han var B-lagets bästa målskytt med sju mål under säsongen 2021/2022 som dock slutade med nedflyttning för klubben.
Faraj gjorde sin A-lags och La Liga-debut den 20 maj 2022 då han blev inbytt i den 87:e minuten mot Alejandro Cantero i en 4–2-seger över Rayo Vallecano; en match där Levante redan var klara för nedflyttning.

### Lån till Degerfors
Under den allsvenska säsongen 2022 lånade Levante ut Faraj till den svenska klubben Degerfors IF. Han gjorde sin debut för klubben den 23 juli 2022 i en 2–1-förlust mot Mjällby AIF. Första målet för klubben kom i en 3–1-seger mot GIF Sundsvall den 27 juli 2022 på Stora Valla. Han följde upp detta med att göra mål omgången efteråt mot de kommande ligamästarna BK Häcken på bortaplan. Faraj gjorde totalt 16 ligaframträdanden varav 4 mål för Degerfors under sin låneperiod. 

### AIK
Den 26 oktober 2022 skrev Faraj på för moderklubben AIK. Ett avtal som sträckte sig till och med den 31 december 2026. Han var vid denna tidpunkt utlånad till Degerfors från Levante vilket innebar att han anslöt till sin nya klubb inför säsongen 2023.
Han gjorde sin debut för klubben den 18 februari 2023 och stod noterad för AIK:s enda mål i en 1–1-match mot Västerås SK i Svenska cupen på Tele2 Arena.

### Zamalek
I september 2024 värvades Faraj av egyptiska Zamalek, där han skrev på ett treårskontrakt.

### Lån till Degerfors
12 januari 2025 blev det klart att Faraj återigen lånas ut till Degerfors IF, med ett låneavtal som sträcker sig till 31 juli samma år.
Han inledde säsongen med att göra samtliga mål i Degerfors premiärmatch mot Halmstad, som slutade hela 5-0 till värmlänningarna.

## Landslagskarriär
Faraj debuterade för Sveriges landslag den 9 januari 2023 i januariturnéns första match mot Finland, där han blev inbytt i den 68:e minuten mot Hugo Larsson. Under 2024 bytte han till Palestinas landslag och gjorde sin debut i sitt nya landslag den 6 juni 2024.